# Bloqueio israelense à Faixa de Gaza em 2023
Em 9 de outubro de 2023, Israel impôs um "bloqueio total" da Faixa de Gaza, bloqueando a entrada de alimentos, água, medicamentos, combustível e eletricidade. O bloqueio foi uma resposta ao início da guerra entre Israel e o Hamas em 2023 e aos ataques em Israel realizados por militantes do Hamas. O bloqueio levou a uma crise humanitária em Gaza.

## Antecedentes
Gaza tem estado sob um bloqueio parcial tanto por Israel quanto pelo Egito desde 2005. Vários pontos de passagem de fronteira existiram a partir de Gaza ao longo da fronteira de Israel e Egito. O anúncio, em 9 de outubro de 2023, de um bloqueio total é a primeira vez que tal bloqueio foi imposto.
Em 7 de outubro de 2023, militantes do Hamas, uma organização política e militar palestina, e outros grupos palestinos, cruzaram a barreira Gaza-Israel para o sul de Israel, além de disparar foguetes contra Israel. Israel subsequentemente declarou guerra aos militantes, convocando 300.000 reservistas para executar a operação militar de Israel.

## Bloqueio
O bloqueio total de Gaza foi anunciado em 9 de outubro de 2023 pelo Ministro da Defesa de Israel, Yoav Gallant. "Estamos impondo um cerco completo a Gaza... Sem eletricidade, sem comida, sem água, sem gás - está tudo fechado", ele anunciou. "Estamos enfrentando seres humanos animalescos e estamos agindo de acordo", acrescentou. O porta-voz do Ministro de Energia de Israel, Israel Katz, disse que Katz havia ordenado o corte no fornecimento de água para Gaza, eficaz imediatamente. Tanques e drones israelenses foram incumbidos de guardar as aberturas na cerca que separa Gaza de Israel e de impor o bloqueio.
Como resultado do bloqueio, a única usina de energia na Faixa de Gaza ficou sem combustível em 11 de outubro.

## Reações
Volker Türk, o Alto Comissário das Nações Unidas para os Direitos Humanos, afirmou que o cerco de Israel à Faixa de Gaza viola o direito internacional, uma vez que coloca em perigo a vida de civis ao privá-los de bens essenciais para sua sobrevivência.
A Relatora Especial das Nações Unidas, Francesca Albanese, expressou preocupação de que "as medidas adotadas, incluindo o bombardeio do cruzamento de Rafah, indiquem a intenção de realmente privar e matar as pessoas inocentes dentro da Faixa de Gaza", afirmando que havia um temor entre os palestinos em Gaza de uma "segunda Nakba".
Em 10 de outubro de 2023, Josep Borrell, Alto Representante da União Europeia para Assuntos Externos, declarou que "cortar água, eletricidade e comida para um grande número de civis vai contra o direito internacional".
Em 11 de outubro de 2023, o presidente turco Recep Tayyip Erdoğan afirmou que o bloqueio e o bombardeio de Gaza por Israel em retaliação ao ataque do Hamas constituíam uma resposta desproporcional, equivalendo a um "massacre".
O Egito instou Israel a permitir a livre passagem de civis da Faixa de Gaza.